# Étienne de Joly
Pour les articles homonymes, voir Joly.
Étienne Louis Hector de Joly (Montpellier, 22 avril 1756 - Paris, 3 avril 1837), est un avocat au conseil du roi, qui devient ministre de l'Intérieur, puis ministre de la justice de Louis XVI, le 3 juillet 1792, dans le cabinet composé principalement par des membres du Club des Feuillants. Pendant la Révolution française, il change son nom en Étienne Dejoly.

## Biographie

### Début de carrière
de Joly est le fils de Jean François de Joly Ducros (1727-1780) avocat à la cour des comptes et aides de Montpellier. Il part très jeune à Paris, où il épouse en 1784 Marie Éléonore Michaut (1764-1842), fille d'un procureur au Châtelet. Il achète une charge d'avocat. En octobre 1780, Joly est nommé premier assesseur au tribunal[Lequel ?]. Avant la Révolution française, Joly est avocat aux conseils du roi. Il est partisan des idées nouvelles.
Joly devient ensuite secrétaire de l'Assemblée générale des représentants de la Commune de Paris[Quand ?]. Il est élu député à l'assemblée des représentants de Paris par le district des Enfans-Rouges, le 25 juillet 1789, après avoir été élu vice-président de ce district et s'être occupé de former la Garde nationale de son quartier.
Étienne Joly préside la chambre d'administration du Suprême Conseil de France. C'est l'orateur habituel des fêtes de l'Ordre. Ses amis lui conseillent de devenir ministre.[réf. nécessaire]

### Au gouvernement du roi
Après le 13 juin 1792 et la chute du Gouvernement girondin, un cabinet formé principalement de membres du Club des Feuillants le remplace.
Étienne de Joly est ministre de la Justice du 3 juillet au 9 août 1792, et est donc le dernier ministre de la justice de Louis XVI. Du 17 juillet 1792 au 21 juillet 1792, il est temporairement ministre de l'Intérieur, mais Clément Felix Champion de Villeneuve le remplace.
La formation d'un gouvernement du roi avec les Feuillants, a créé un fossé entre lui est les chefs de l'Assemblée nationale. Un mouvement de radicalisation est en route. C'est l'Assemblée qui bénéficie des pouvoirs les plus essentiels, et pas le gouvernement. Joly, va donc à l'Assemblée. Il y peint les périls de la situation, l'urgence des mesures, et déclare que le roi désire qu'une députation de la représentation nationale vienne à ses côtés pour défendre la constitution et par sa présence protéger sa famille. Mais l'Assemblée ne lui répond pas.
Lors de la journée du 10 août 1792, Étienne de Joly est au cabinet du roi, et assiste là à une réunion avec six ministres. Pétion rend compte au roi de la situation dans Paris. Lorsque l'insurrection est connue, Joly et Champion sont envoyés à l'Assemblée pour s’informer du danger, et pour solliciter son aide et celle des commissaires.
Étienne de Joly passe le reste de la journée dans la loge du logographe avec Louis XVI et le futur Louis XVII.
En 1794, il divorce de sa première épouse ( remariée en 1801 avec Clément Felix Champion de Villeneuve) et se remarie l'année suivante avec Jeanne Baptiste Couturier (1763-1828), comédienne à l'opéra comique.Celle-ci propriétaire à Créteil est à l'origine de l'installation du couple dans la commune dont il devient maire.

### Fin de vie
Étienne de Joly conserve les sceaux jusqu'à la chute de la monarchie et doit les apposer sur le décret promulguant la suspension du monarque. Georges Jacques Danton le remplace comme ministre de la justice. Il est traduit au Tribunal révolutionnaire, le 10 décembre 1792, sur la motion de Pierre Philippeaux, mais a le bonheur d'être oublié et n'est point mis en jugement.[réf. nécessaire] Il reste quelques mois à Paris et travaille consciencieusement pour les Girondins.
À la suite des décrets d'arrestations des Girondins, il part au début du printemps 1793 pour Bagnères-de-Bigorre, où il est arrêté peu de temps après. Il échappe de peu à l’échafaud. Au mois de juillet 1793, les administrateurs de l'assemblée départementale refusent sa translation à la prison de Mont-de-Marsan. Mis en accusation par les proconsuls Izabeau et Garrau, il doit comparaître devant la Convention nationale. Il est donc envoyé à Paris, où il survit un an dans une prison révolutionnaire, jusqu'à sa libération après le 9 Thermidor.
Après la Révolution, Napoléon le nomme avocat au Conseil d'État, fonction qu'il occupe de 1806 à 1815.[réf. nécessaire] Il est aussi élu maire de Créteil en 1815 mais, au printemps de cette même année, il quitte ce poste à la nouvelle du retour de l'empereur.
Le 27 mai 1815, au Pecq, il est témoin au mariage d'Alphonse Martainville.
Étienne de Joly est à nouveau maire de Créteil de 1819 à 1831. Il témoigne en faveur de Charles-Guillaume Naundorff. Sa conversion au catholicisme fin 1836 donna au curé Desgenettes la certitude qu'il devait fonder la confrérie du Très-Saint et Immaculé Cœur de Marie. Il décède le 3 avril 1837 à Paris, terminant sa vie dans l'obscurité. Il s'était marié trois fois, la dernière en 1829 à Sannois avec Marie Colombe Viet.